# Pietro Aurino
Pietro Aurino (* 16. November 1976 in Torre Annunziata, Italien) ist ein ehemaliger italienischer Profiboxer im Cruisergewicht.

## Amateurkarriere
Aurino gewann 1992 die Kadetten-Europameisterschaften in Roseto (Halbmittelgewicht), 1994 die Junioren-Weltmeisterschaften in Istanbul (Halbschwergewicht), 1995 die Militär-Weltmeisterschaften der CISM in Rom (Halbschwergewicht), sowie 1996 die Europameisterschaften in Vejle (Halbschwergewicht). Zudem besiegte er 1996 bei einem Turnier in Bulgarien den Weltmeister Ramón Garbey.
Bei den Weltmeisterschaften 1995 in Berlin schied er erst im Viertelfinale, beim Kampf um den Einzug in die Medaillenränge, knapp mit 7:7+ gegen den späteren Weltmeister Antonio Tarver aus. Bei den Olympischen Spielen 1996 in Atlanta unterlag er im Achtelfinale gegen den späteren Olympiasieger Wassili Schirow.
Darüber hinaus war er Italienischer Meister der Jahre 1993 bis 1996.

## Profikarriere
Pietro Aurino gewann sein Profidebüt am 9. August 1997 und bestritt seinen letzten Kampf am 25. März 2017. Er wurde 1998 Italienischer Meister und konnte den Titel zwei Mal verteidigen. Am 8. April 2000 boxte er in London um die WBO-Weltmeisterschaft im Cruisergewicht, unterlag jedoch gegen Johnny Nelson. 2001 wurde er erneut Italienischer Meister.
Am 3. November 2001 boxte er in Lübeck gegen Juan Gómez um die WBC-Weltmeisterschaft im Cruisergewicht, verlor jedoch nach vier Niederschlägen durch TKO in der sechsten Runde. Am 5. November 2002 gewann er die EBU-Europameisterschaft im Cruisergewicht durch TKO gegen den Französischen Meister Turan Bağcı und verteidigte den Titel gegen seinen Landsmann Vincenzo Rossitto und den Dänen Jesper Kristiansen. Am 18. Dezember 2004 sicherte er sich durch einen vorzeitigen Sieg gegen Joseph Marwa den International-Title der WBC im Halbschwergewicht und schlug in einem weiteren Kampf auch Zoltán Béres.
Am 16. Dezember 2006 boxte er in Kempten gegen Marco Huck. In der zweiten Runde kam es zu gegenseitigen Unsportlichkeiten, welche zu einem Punktabzug gegen Aurino führten. Wütend darüber, verließ dieser kurzzeitig den Ring und verlor dadurch aufgrund der geltenden Regeln durch Aufgabe.
Von 2008 bis 2016 verbüßte er eine achtjährige Haftstrafe wegen Drogen- und Waffendelikten im Zusammenhang als Mitglied des Gionta-Clans.
Aurino bestritt nach seiner Entlassung nur noch drei Kämpfe und beendete seine Karriere. 2019 wurde Aurino erneut wegen Drogendelikten festgenommen.